# Ladíme 3
Ladíme 3 (v anglickém originále Pitch Perfect 3) je americký muzikálový komediální film z roku 2017. Režie se ujala Trish Sie a scénáře Kay Cannon. Ve snímku hrají hlavní role Anna Kendrick, Anna Camp, Rebel Wilson, Brittany Snow, Hailee Steinfeld, Alexis Knapp, Ester Dean, Hana Mae Lee, Chrissie Fit, Kelley Jakle, Shelley Regner, Elizabeth Banks a John Michael Higgins.  
Premiéra filmu ve Spojených státech amerických je stanovena na 22. prosince 2017, v České republice měl premiéru o den dříve. Film získal smíšenou reakci od filmových kritiků. Celosvětově vydělal přes 183 milionů dolarů. Stal se tak druhou nejvýdělečnější muzikálovou komedií všech dob, první místo si drží Ladíme 2.

## Obsazení

### Bellas
- Anna Kendrick jako Beca Mitchell
- Rebel Wilson jako Patricia "Fat Amy"
- Brittany Snow jako Chloe Beale
- Anna Camp jako Aubrey Posen
- Hailee Steinfeld jako Emily Junk
- Alexis Knapp jako Stacie Conrad
- Hana Mae Lee jako Lilly Onakurama
- Ester Dean jako Cynthia-Rose Adams
- Chrissie Fit jako Florencia "Flo" Fuentes
- Kelley Jakle jako Jessica
- Shelley Regner jako Ashley

### Další postavy
- Elizabeth Banks jako Gail Abernathy-McKadden-Feinberger
- John Michael Higgins jako John Smith
- John Lithgow[2] jako Fergus Hobart, Amy otec
- Guy Burnet jako Theo, hudební producent, pracující pro DJ Khaleda
- Matt Lanter jako Chicago[3]
- DJ Khaled jako on sám
- Troy Ian Hall jako Zake, voják
- Michael Rose jako Aubrey otec
- Jessica Chaffin jako Evan
- Moises Arias jako Pimp-Lo
- Ruby Rose jako Calamity
- Andy Allo jako Serenity[4]
- Venzella Joy Williams jako Charity
- Hannah Fairlight jako Veracity
- Whiskey Shivers jako Saddle Up, country skupina soutěžící proti Bellám
- Trinidad James jako Young Sparrow
- DJ Looney jako DJ Dragon Nutz

## Produkce
Dne 11. dubna 2015, měsíc před premiérou druhého filmu bylo oznámeno, že Rebel Wilson si zahraje ve třetím filmu. Sama však nevěděla zda Anna Kendrick a další herečky z předchozích filmů si své role zopakují. Nechala se slyšet, že by se nebránila spin-offu o Amy.
Dne 10. června 2015 byl třetí film oficiálně potvrzen. Dne 15. června 2015 bylo oznámeno, že Anna Kendrick, a Rebel Wilson si zopakují své role. Dne 28. července 2015 byl potvrzen návrat Brittany Snow a producenta Paula Brookse.  Dne 27. října 2015 bylo potvrzeno, že Elizabeth Banks bude film režírovat, ale dne 3. června 2016 od postu režiséra odstoupila. Dne 1. září 2016 byla do role režisérky najata Trish Sie. Dne 13. prosince 2016 byla do filmu obsazena Ruby Rose a Anna Camp podepsala smlouvu na sequel. Dne 5. ledna 2017 byla do role Charity obsazena zpěvačky Andy Allo.

### Natáčení
Natáčení bylo zahájeno 5. ledna 2017 v Atlantě v Georgii a skončilo 3. dubna 2017.

## Vydání
Premiéra filmu ve Spojených státech amerických byla stanovena na 22. prosince 2017, v České republice měl premiéru o den dříve. Světová premiéra se odehrála v Sydney v Austrálii dne 29. listopadu 2017.

## Přijetí

### Tržby
Film k 23. února 2018 vydělal 104,6 milionů dolarů v Severní Americe a 79 milionů dolarů v ostatních oblastech, celkově tak vydělal 183,6 milionů dolarů po celém světě. Rozpočet filmu činil 45 milionů dolarů. V Severní Americe byl uveden se snímky Zmenšování, Father Figures, Tvář vody a Nejtemnější hodina. Byl projektován výdělek 27–35 milionů dolarů ze 3 447 kin za první víkend. Film za čtvrteční premiérový večer vydělal 2,1 milionů dolarů. Za první víkend vydělal 19,9 milionů dolarů a stal se třetím nejnavštěvovanějším filmem víkendu, po filmech Star Wars: Poslední z Jediů a Jumanji: Vítejte v džungli! Následující víkend vydělal 16,8 milionů dolarů.

### Recenze
Film získal smíšené recenze od kritiků. Na recenzní stránce Rotten Tomatoes získal ze 116 započtených recenzí 31 procent s průměrným ratingem 4,7 bodů z deseti. Na serveru Metacritic snímek získal z 35 recenzí 40 bodů ze sta. Na Česko-Slovenské filmové databázi snímek získal 63 % ze 387 hlasů.